# Abdounbrug
De Wadi Abdounbrug is een brug in de Jordaanse stad Amman. De bouw van de tuibrug vond plaats tussen december 2002 en december 2006. De brug maakt deel uit van de bouw van een ringweg rond de stad.
De brug bestaat uit drie Y-vormige pylonen met daartussen twee gelijke overspanningen van 134 meter.